# Dir El Ksiba
Dir El Ksiba  (in arabo دير القصيبة‎?) è un centro abitato e comune rurale del Marocco situato nella provincia di Béni Mellal, regione di Béni Mellal-Khénifra. Conta una popolazione di 22 855 abitanti (censimento 2014).